# Jelcz 044
Jelcz 044 je označení pro typ autobusu, který byl licenčně vyráběn v Polsku v první polovině 70. let 20. století. Vůz je odvozen od československého autobusu Škoda 706 RTO, který byl produkován národním podnikem Karosa Vysoké Mýto.

## Konstrukce
Konstrukčně byl Jelcz 044 shodný s československými vozy 706 RTO. Jednalo se o dvounápravový autobus s trambusovou, polosamonosnou karoserií, která byla umístěna na nosném rámu. Karoserie je zcela shodná s vozy Jelcz 043. V pravé bočnici se tedy nacházejí dvoje mechanické dveře, které byly ovládány ručně pomocí kliky. Řidič měl pro vlastní potřebu v levém boku malá dvířka, která vedla přímo na jeho stanoviště. Rozdíl od typu 043 spočíval pouze v odlišném podvozku, který byl zcela nově vyvinut podnikem Jelcz, a jiné pohonné jednotce. Prototyp vozu 044 byl vyroben roku 1971, sériová výroba (100 kusů) probíhala v letech 1974 a 1975.
Jelcz 044 je, podobně jako 043, meziměstský linkový autobus. Exportní varianta pro Československo byl označena Jelcz 041, městská verze (jak pro polská města, tak pro export) nesla označení Jelcz 272 a dálkový autokar byl označen jako Jelcz 014.